# Zinny J. Zan
Zinny J. Zan, pseudonimo di Bo Stagman (Stoccolma, 1964), è un cantante heavy metal svedese, leader dei Zan Clan e Easy Action, ed ex membro dei Shotgun Messiah.

## Biografia
La carriera musicale di Zinny J. Zan inizia attorno al 1983 quando diverrà il frontman degli Easy Action, gruppo musicale nato sull'onda dello sleaze glam scandinavo dei primi anni ottanta, capeggiato da gruppi come Hanoi Rocks. Il gruppo, nel quale militava anche il futuro chitarrista degli Europe Kee Marcello, pubblicherà il disco omonimo Easy Action nel 1984, ottenendo diversi consensi all'interno della scena underground europea. Nel 1985 però il frontman abbandona il gruppo per fondare un altro progetto chiamato Dream Police, che però finì per sciogliersi senza aver pubblicato alcun materiale. Gli Easy Action continuarono la loro strada assoldano il nuovo frontman Tommy Nilsson pubblicando un secondo disco orientandosi sul AOR. Sembra che Zinny abbia anche militato come batterista in una band di breve vita chiamata Nymphmaniacs assieme a Michael Monroe e Andy McCoy degli Hanoi Rocks. In seguito il frontman confermò il fatto.
Dopo questa esperienza, Zan entrò nei Kingpin, altra glam band svedese formata a Skövde ma più orientata sulle sonorità dell'heavy metal. I Kingpin erano già attivi dal 1982, in origine sotto il nome di Shylock, e cambiarono nome nel 1984 con l'entrata del batterista Stixx Galore (vero nome Pekka Ollinen). Con la sua entrata, Zinny aveva sostituito il cantante J.K. Knox (vero nome Jukka Kemppainen), e passarono poi alla pubblicazione del debutto Welcome To The Bop City nel 1988. Pochi mesi dopo il debutto, la band decise di ricollocarsi negli Stati Uniti, e precisamente a Los Angeles, dove avrebbero ottenuto maggior popolarità. Decisero poi di cambiare nome in Shotgun Messiah e ripubblicarono nel 1989 il debutto Welcome To The Bop City, questa volta sotto il nome omonimo di Shotgun Messiah dopo un contratto con la Combat Records.
Nello stesso 1989 però Zinny venne allontanato dagli Shotgun Messiah lasciando le redini della band a Tim Sköld, prima di quel momento solo bassista. Dopo la dipartita dalla band, Zan tornò in Svezia e formò i Grand Slam assieme all'ex-chitarrista degli Electric Boys Martin Thomander, il bassista Fredrik Vildsvin e l'ex batterista dei Talisman Jake Samuel (Jakob Samuelsson). Tuttavia il gruppo ebbe breve vita, così Zan darà vita ad un'altra band, i Zan Clan nel 1993, che saranno composti da Sören Swanson (chitarra), Christian Baraldi (chitarra), Perra Tedebald (basso), Matthew Baraldi	(batteria). L'anno successivo il gruppo darà alle stampe il debutto Citizen Of Wasteland ma sparirà dalle scene per diversi anni. Attorno al 2002 Zinny torna con la pubblicazione del disco solista City Boy Blues.
Nel 2003, dopo anni di inattività, Zinny decide di riformare i Zan Clan riallestendo completamente la formazione. Dopo aver concluso un contratto con la Perris Records, pubblica il secondo capitolo We Are Zan Clan, Who The Fuck Are You, seguito dal live album Kickz the Livin' Shit Outta Stockholm City l'anno successivo. Inoltre Zan riforma nel 2007 la sua prima band, gli Easy Action, anche questa volta riallestendo una nuova formazione. Gli Easy Action ripubblicano il debutto con l'aggiunta di alcune bonus track. Nel 2008 pubblicano una versione riproposta del brano "We Go Rocking", lo stesso brano che era stato plagiato dai Poison con la loro "I Want Action".

## Discografia

### Da solista
- 2002 - City Boy Blues

### Con gli Easy Action
- 1983 - Easy Action

### Con i Shotgun Messiah
- 1989 - Shotgun Messiah

### Con i Zan Clan
- 1994 - Citizen Of Wasteland
- 2005 - We Are Zan Clan, Who The Fuck Are You
- 2006 - Kickz the Livin' Shit Outta Stockholm City [live]